# Young Apollo
Young Apollo op. 16 ist eine Komposition für Klavier, Streichquartett und Streichorchester von Benjamin Britten.
Das Werk wurde von der Canadian Broadcasting Corporation in Auftrag gegeben und 1939, kurz nach Brittens Ankunft in den USA, fertiggestellt. Es trägt als Epigraph die letzten Zeilen von Hyperion, einem unvollendeten Gedicht von John Keats, das Werk wurde aber von „Wulff“ Scherchen (der sich später John Woolford nannte) inspiriert, Sohn des Dirigenten und Komponisten Hermann Scherchen und Brittens Muse, Vertrauter sowie erstes romantisches Interesse.
Das Werk wurde am 27. August 1939 in der Sendung „Melodic Strings“ von CBC Radio mit Britten als Solisten und Alexander Chuhaldin als Dirigenten uraufgeführt. Britten widmete das Werk Chuhaldin. Nach einer zweiten Aufführung am 20. Dezember in New York zog der Komponist das Werk ohne Erklärung zurück. Es wurde erst 1979 wieder aufgeführt, als es beim Aldeburgh Festival mit Steuart Bedford als Dirigenten des English Chamber Orchestra und Michael Roll als Solisten wiederaufgenommen wurde.
Young Apollo erschien drei Jahre später erstmals auf Schallplatte, mit Peter Donohoe als Solisten und dem City of Birmingham Symphony Orchestra unter Simon Rattle.